# دینان ۲۷۶۵
سیارک ۲۷۶۵ (به انگلیسی: 2765 Dinant، نامگذاری:1981EY) دو هزار و هفتصد و شصت و پنجمین سیارک کشف شده‌است که در ۴ مارس ۱۹۸۱ کشف شد.
قدر مطلق سیارک برابر ۱۱٫۸۰ است.